# Ehemalige Brauerei (Darmstadt-Eberstadt)
Die ehemalige Brauerei ist ein Bauwerk in Darmstadt-Eberstadt. Es ist ein Dokument gewerblicher Bau- und Handwerkskunst im Braugewerbe. Aus architektonischen, industriegeschichtlichen und stadtgeschichtlichen Gründen ist das Bauwerk ein Kulturdenkmal. Heute beherbergt die ehemalige Brauerei den Cafégarten „Haus der Vereine“.

## Geschichte
Die ehemalige Brauerei zählte zu den zahlreichen Brauereien, die es einst in Eberstadt gab. Älteste Hinweise auf die Hofreite gehen bis in das Jahr 1687 zurück.

### Barockes Breithaus
Das barocke Breithaus wurde im Jahre 1783 erbaut. Das zweigeschossige Fachwerkhaus mit massivem Erdgeschoss besitzt elf Fensterachsen; und ein mittiges Bogentor sowie ein Mansarddach.

### Brauhaus

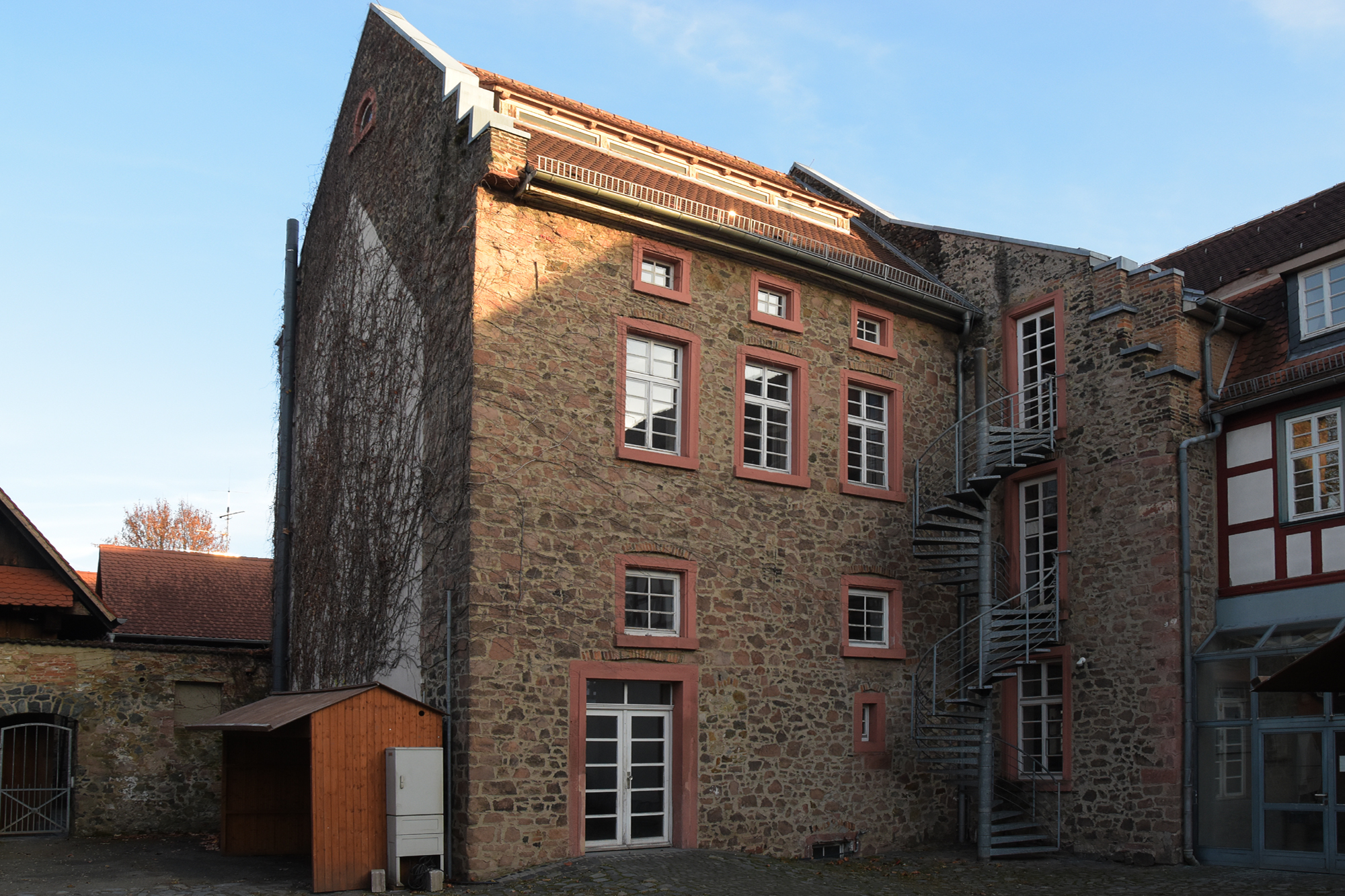
Ehem. Brauhaus (2016)

Das Brauhaus wurde – wegen der Brandgefahr – aus gebrochenem Naturstein, als rückwärtiger Anbau an das Breithaus erbaut. Im Erdgeschoss befindet sich der Brauraum mit einer als Kreuzgewölbe ausgebildeten Decke, die auf einer Mittelsäule ruht.

### Kühlhaus

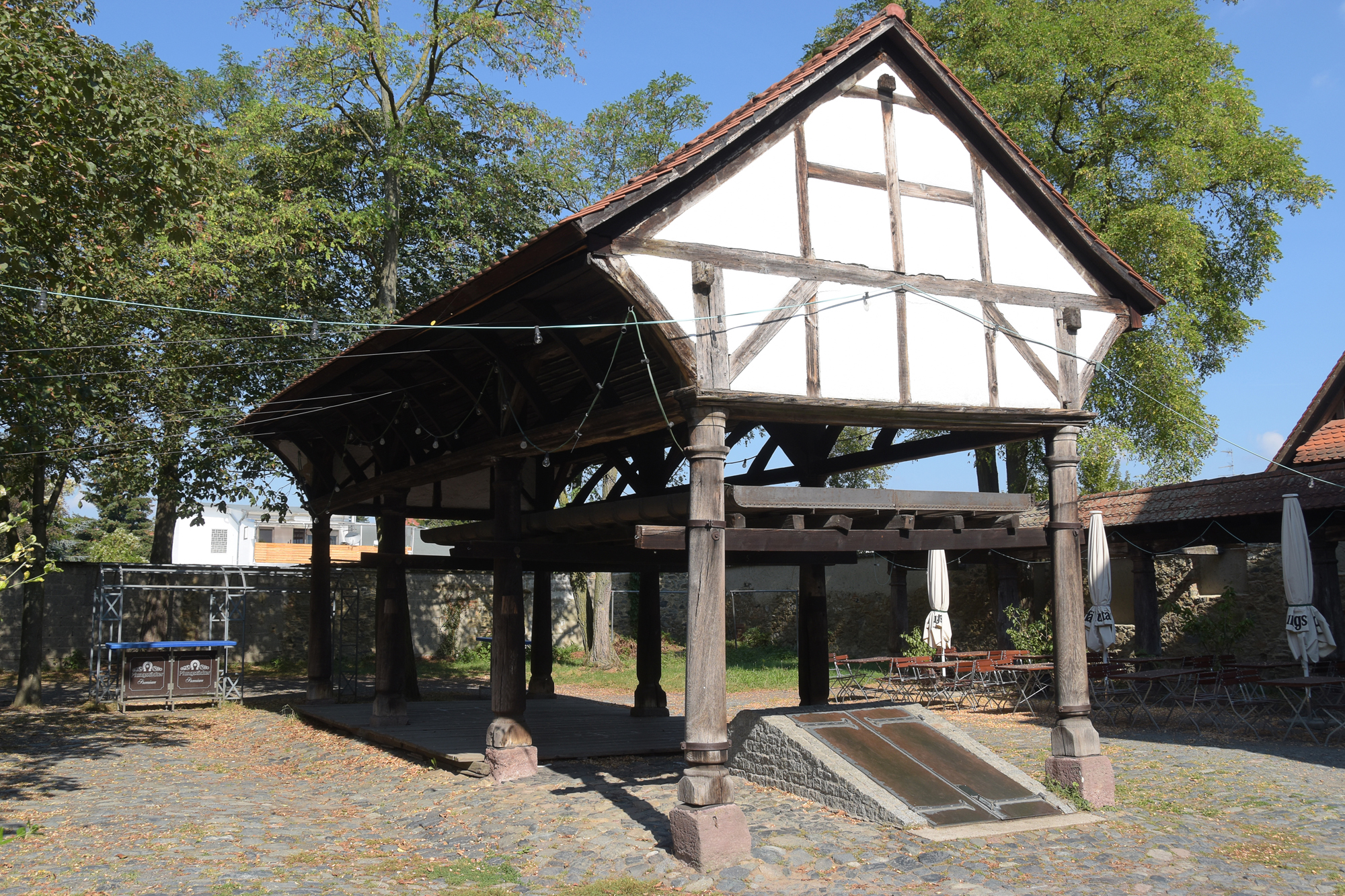
Kühlhaus (2016)

Das Kühlhaus besitzt ein Kühlschiff – in dessen eiserner Wanne die Bierwürze gekühlt wurde und sich die festen Bestandteile ablagern konnten.